# Halina Barbara Olszewska
Halina Barbara Olszewska z d. Kalinowska ps. Marcysia (ur.  5 grudnia 1924 w Warszawie zm. 19 października 2004 tamże) – członkini SzSz, od 1943 łączniczka dowódcy Oddziału „Agat”, później „Parasol” Kedywu KG AK.

## Życiorys
Urodziła się 5 grudnia 1924 w Warszawie w rodzinie Władysława Kalinowskiego i Józefy z d. Jałbrzykowskiej. W 1937 w rodzinnym mieście ukończyła Publiczną Szkołę Powszechną Nr 8. Następnie rozpoczęła naukę w Państwowym Gimnazjum Żeńskim im. Narcyzy Żmichowskiej, kontynuując ją przez okres okupacji na tajnych kompletach, w lipcu 1944 uzyskała świadectwo maturalne.
Od 1941 była w konspiracji w Szarych Szeregach harcerek, którymi kierowała Zofia Krassowska  ps. „Duża Zosia”. Ukończyła kurs sanitarny, a następnie pracowała przymusowo przez kilka miesięcy, gdzie była skoszarowana, w tzw. Luftschutzhilfsdienststelle znajdującej się przy ul. Cyryla i Metodego (placówka pomocniczej służby przeciwlotniczej). W związku z możliwością zakończenia pracy w niemieckiej placówce policyjnej, rozpoczęła służbę sanitariuszki w „Dysku” (samodzielny oddział Dywersja i Sabotaż Kobiet) Kedywu KG Armii Krajowej, z którego w sierpniu 1943 otrzymała przydział z ps. „Marysia” do tworzącego się oddziału do zadań specjalnych „Agat". Była jedną z dwóch łączniczek dowódcy „Agatu", kpt. Adama Borysa ps. „Pług”, a do jej zadań należało utrzymywanie łączności z pododdziałami „Agatu”. Z racji pełnionej funkcji musiała być całkowicie dyspozycyjna w związku z czym nie mogła pracować zarobkowo, więc opłacana była przez AK. Była jedną z dziewcząt „Parasola”, które 12 maju 1944 ukończyły trwający 6 miesięcy II dwuklasowy turnus Szkoły Podchorążych Piechoty Szarych Szeregów „Agricola” z wynikiem bardzo dobrym i stopniem kaprala podchorążego. Gdy druga z łączniczek „Pługa”, Janina Trojanowska ps. „Nina”, otrzymała przydział do innej komórki, powierzono „Marysi” również łączność „Pługa” z jego przełożonymi. Do jej zadań należało również stałe wyszukiwanie nowych lokali konspiracyjnych, a także codzienny rozdział poczty.
W dniu, kiedy wybuchło powstanie jako jednej z nielicznych udało jej się stawić o godzinie „W” w Domu Starców przy ul. Karolkowej na Woli, w miejscu, gdzie zbierali się żołnierze „Parasola”. W dalszym ciągu pełniła funkcję łączniczki „Pługa”, roznosząc meldunki do pododdziałów oraz do dowódcy Zgrupowania „Radosław” płk. Jana Mazurkiewicza. Towarzyszyła „Pługowi” także po 6 sierpnia, kiedy został ciężko ranny na Woli, przenoszony był do kilku kolejnych szpitali. 25 sierpnia sama została poważnie ranna na placu Krasińskich, gdy wychodziła z kwatery „Parasola” w Pałacu Krasińskich z bochenkiem chleba dla „Pługa”, który leżał w Szpitalu przy ul. Kilińskiego. Uratował ją dr Zbigniew Dworak ps. „Maks”, który był szefem służby sanitarnej „Parasola”. Dwa dni później przeniesiono ją z punktu opatrunkowego, który znajdował się w piwnicy Pałacu Krasińskich, uniknąwszy śmierci po zbombardowaniu Pałacu, które nastąpiło kilka godzin później. 1 września przeszła kanałami ze Starówki do Śródmieścia i została umieszczona w szpitalu cywilnym mieszczącym się przy ul. Wspólnej. Stamtąd po kapitulacji, została przez Niemców wywieziona do Krakowa, w którym przebywała na leczeniu do lipca 1945.
Po wojnie odnalazła rodzinę i powróciła do Warszawy. 27 września 1945 ujawniła się przed Komisją Likwidacyjną b. Armii Krajowej Obszaru Warszawskiego. W tymże roku wstąpiła na anglistykę na Uniwersytecie Warszawskim. Podczas studiów pracowała społecznie jako sekretarka Koła Anglistów. W tym okresie wyszła za mąż za Wojciecha Olszewskiego. W 1950, kiedy ukończyła studia, rozpoczęła pracę jako młodszy asystent Studium Anglistyki UW. Została jednak jako żołnierz Armii Krajowej usunięta z uczelni. Pomimo intensywnych starań o przywrócenie jej do jakiejkolwiek pracy kończyły się niepowodzeniem i w związku z zaistniałą sytuacją przez kilka lat pozostawała na utrzymaniu męża. Urodziła dwie córki. Dopiero w 1957 powróciła do pracy na uczelni w Studium Języków Obcych UW jako lektor, później wykładowca języka angielskiego na Wydziałach Historii, Prawa i Pedagogiki, a ponadto dorabiała na kursach i lekcjach prywatnych. Kiedy przepracowała kilka lat, otrzymała tytuł wykładowcy języka angielskiego. W 1979 była ponownie dyskryminowana, więc odeszła z Uniwersytetu i przez kilka następnych lat aż do przejścia na emeryturę pracowała w Laskach, gdzie uczyła angielskiego niewidome dzieci.
Zmarła 19 października 2004, a pochowana została na cmentarzu w Wawrzyszewie.

## Odznaczenia
- Krzyż Srebrny Orderu Wojennego Virtuti Militari[a]
- Krzyż Walecznych[b] – 1944
- Krzyż Armii Krajowej – 1944
- Warszawski Krzyż Powstańczy – 1944
- Srebrny Krzyż Zasługi z Mieczami – 1944
- Złoty Krzyż Zasługi – 1977
- Krzyż Kawalerski Orderu Odrodzenia Polski – 1985